# Медведев, Григорий Устинович
Григо́рий Усти́нович Медве́дев (13 декабря 1933, Одесса, УССР, СССР — 27 июня 2016, Московская область, Россия) — российский писатель и публицист, известный книгами на тему ядерной энергетики.

## Биография
Григорий Устинович Медведев родился в 13 декабря 1933 года в Одессе. Отец — Устин Григорьевич, родом из крестьян-бондарей села Ингуло-Каменка, Кировоградской области, участник советско-финской и Великой Отечественной войн, капитан 2-го ранга. Во время войны занимался подвозом снарядов на катерах к линии фронта. Мать — Злата Наумовна, родом из семьи учителя, из Одесской области, была директором хлебозавода. Родители Златы были расстреляны во время войны немцами в лагере под Одессой. Во время войны Григорий под бомбёжками был эвакуирован с матерью в Узбекистан, в город Чуст, где в 1942 году родился второй брат Роман, впоследствии ставший хирургом.
После эвакуации жили в Молдавии, затем в Петрозаводске, где Григорий окончил школу. В школе занимался авиамоделизмом, а также спортивной гимнастикой, по которой впоследствии получил 1 разряд.
Окончил Ленинградский политехнический институт имени М. И. Калинина. Во время учёбы в институте создал команду академической гребли. Начинал работу на заводе в Коломне, затем переехал на Кольский полуостров, где занимался ремонтом атомных подводных лодок. Затем работал на исследовательской реакторной установке ВК-50. Участвовал в проектировании и строительстве Чернобыльской АЭС.
В 1975 году перешёл на работу в НИИ «Гидропроект» г. Москвы. Параллельно начал публиковать рассказы и повести по тематике ядерной энергетики, в которых задолго до аварии на ЧАЭС предупреждал о возможных тяжёлых последствиях в случае катастрофы в этой области.
По утверждению А. С. Дятлова, «Г. Медведев ни дня не работал на эксплуатирующихся атомных станциях. Работал он в г. Мелекессе в 1964—1972 гг. на ВК-50, но это опытный реактор, а никак не атомная станция. На Чернобыльской АЭС он был в 1972—1974 гг., когда до эксплуатации было далеко. <…> Даже кабинетно с эксплуатацией АЭС [Медведев] не связан, занимался поставками оборудования на станции.»
Медведев участвовал в ликвидации последствий катастрофы на 4-м энергоблоке Чернобыльской АЭС, был облучён, семь месяцев пролежал в больнице. После аварии на Чернобыльской АЭС написал книгу «Чернобыльская тетрадь», которая была переведена на многие языки мира.
Член Союза писателей СССР. Лауреат премии американской газеты Los Angeles Times за 1991 год за книгу The Truth About Chernobyl.
В течение жизни имел множество хобби — чеканка, лингравюра, занимался пчеловодством.
Последние 10 лет жизни тяжело болел. Страдал затруднением движения и онкологическим заболеванием, развившемся после Чернобыльской аварии.

## Оценки «Чернобыльской тетради»
По отзыву академика А. Д. Сахарова, «„Чернобыльская тетрадь“ Г. У. Медведева — компетентный и бесстрашно-правдивый рассказ о происшедшей более трёх лет назад трагедии, которая продолжает волновать миллионы людей. Быть может, впервые мы имеем такое полное свидетельство из первых рук, свободное от умолчаний и ведомственной „дипломатии“. Автор — специалист-атомщик, работавший одно время на Чернобыльской АЭС».
А. С. Дятлов, заместитель главного инженера по эксплуатации Чернобыльской АЭС на момент катастрофы, подверг «Чернобыльскую тетрадь» резкой критике, обвинив автора в некомпетентности и многочисленных искажениях фактического материала. Развёрнутую критику «Чернобыльской тетради» Дятлов изложил в своей книге, посвящённой Чернобыльской аварии. При этом следует отметить, что в своих произведениях Медведев прямо критикует Дятлова (равно, как и некоторых других участников), частично возлагая вину именно на него. С тех пор прошло много лет и появились дополнительные данные, уточняющие причины чернобыльской катастрофы, указанные в произведениях Дятлова, Медведева и других авторов.

## Семья
Жена — Медведева Вера Михайловна (р.1932 г.), учитель истории. Сыновья — Павел (р. 1958), инженер, Юрий (р. 1974), инженер.

## Книги
- Импульсы: Рассказы. — М.: Молодая гвардия, 1986. — 32 с.
- Миг жизни: Повести, рассказы. — М.: Советский писатель, 1988. — 316 с. — ISBN 5-265-00394-0.
- Чернобыльская хроника. — М.: Современник, 1989. — 239 с. — ISBN 5-270-01078-X.
- Ядерный загар: [Повести]. — М.: Книжная палата, 1990. — 413 с. — (Популярная библиотека).

Содержание: Ядерный загар; Энергоблок; Чернобыльская тетрадь; Зелёное движение и атомная энергетика: Опыт конструктивного подхода. — ISBN 5-7000-0223-X, 100 000 экз.
- Дьявол цивилизации: Рассказы и повесть. — М.: Современник, 1992. — 252 с. — ISBN 5-270-01458-0.
- Туннель: Роман. — М.: Эребус, 1997. — 315 с. — ISBN 5-86335-027-X.
- Пращур: Повести и рассказы. — М.: Эребус, 2003. — 224 с. — ISBN 5-86335-072-5.